# Finale (doriko feat. 初音ミクのアルバム)
『finale』（フィナーレ）はdoriko feat. 初音ミクのミニ・アルバム。2016年5月4日、ビーイングから発売。

## 概要
『Nostalgia』『origin』を含めたコンセプトミニアルバムシリーズ最終作にあたる本作は「最終章」をコンセプトに、3部作の完結の意味にとどまらず、“別れ”や“旅立ち”をテーマに据え、新たなステップ・ステージに向かう人に向けたメッセージ性の強い楽曲が集まった作品にしあがった。

## 収録曲
全作詞・作曲・編曲：doriko
1. 過ぎし3月の君へ
2. 夕暮れと共に
3. 跡濁り
4. last will
5. Another Episode
6. 1＋1
7. エンドロール
8. 雪がとける前に
ボーナストラック。